# Пасето
Пасето (на италиански: Passetto, Passetto di Borgo – „малък коридор“) е укрепен пешеходен тунел и коридор във Ватикана и Рим, Италия.
Дълъг е около 800 м, свързва Ватикана със замъка Сант Анджело в района Борго в Рим. Съоръжението е издигнато през 1277 г. при папа Николай III.
Често е използван като таен път за бягство на папите от Ватикана. Папа Александър VI го използва за бягство, когато Рим е нападнат от войските на краля на Франция Карл VIII през 1494 г. През 1527 г. по този коридор папа Климент VII успява да избяга от Ватикана след превземането на града от войските на Карл V.